# 피식자

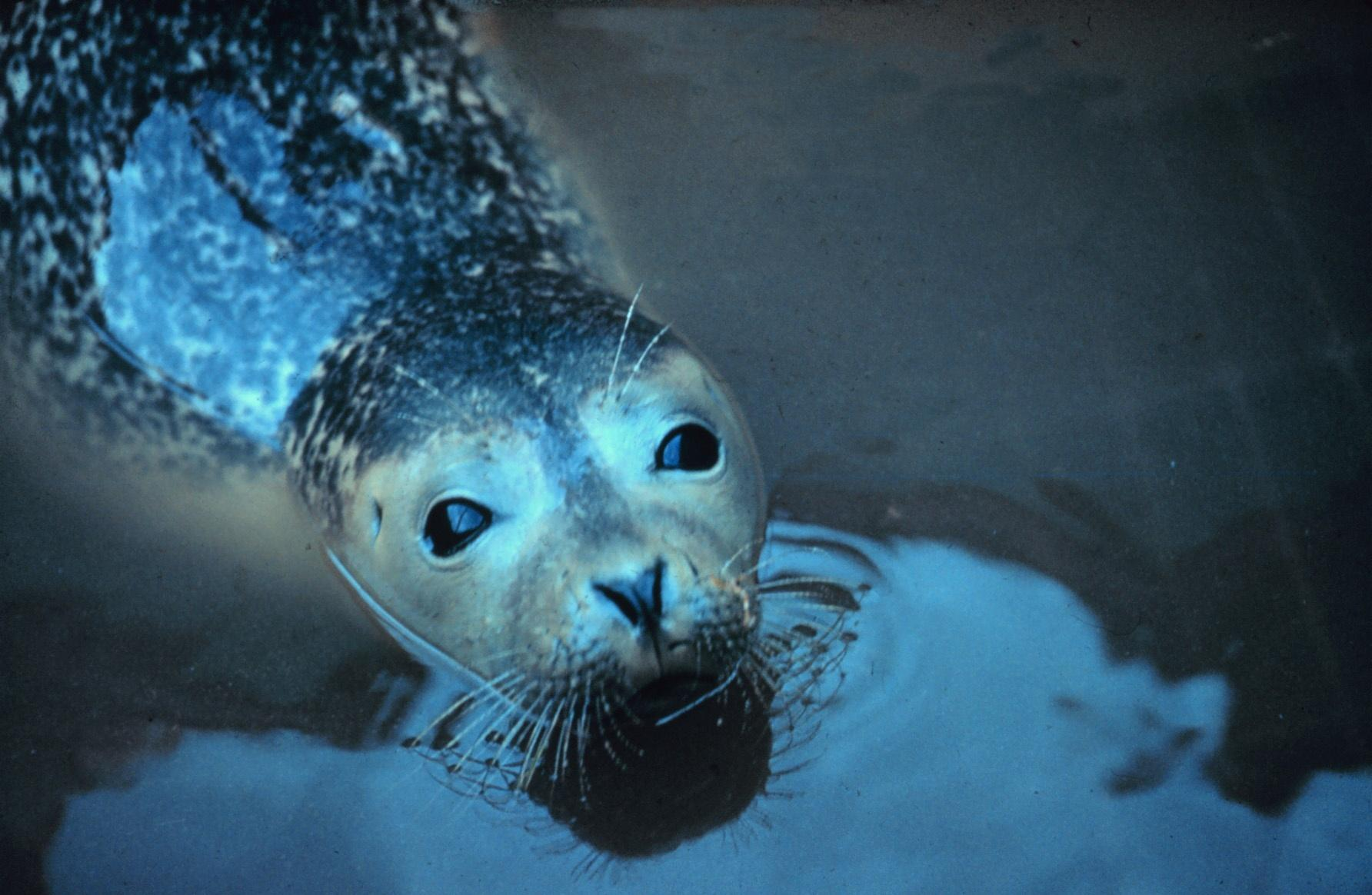
물개

피식자(被食者,Prey)란 생태학에서 잡아 먹고 잡아 먹히는 포식과 피식의 상호관계중 피식의 입장에 있는 생물을 뜻한다.
피식과 포식의 상호관계는 참여하는 생물에 따라 유동적으로 변하기 때문에 모든 종은 피식자 또는 포식자가 될 수 있다.
예를 들어 물개의 경우 펭귄과의 관계에서는 포식자이지만 범고래와의 관계에서는 피식자의 위치를 차지하고 있다.

## 포식자와의 관계

### 생태계
피식자는 포식자에게 잡아먹히는 생물을 뜻한다. 이때 생태계의 관점으로 보면 포식자와 피식자는 주기적인 파동을 보인다. 피식자 수 증가는 포식자 수 증가를 야기하고 포식자 수 증가는 피식자 수 감소를 야기하며 피식자 수 감소는 포식자 수 감소를 야기한다. 마지막으로 포식자 수 감소는 피식자 수 증가를 야기하면서 다시 같은 과정이 반복된다. 따라서 피식자와 포식자가 증가하고 감소하는 시점이 상호 교대로 나타난다.

### 진화

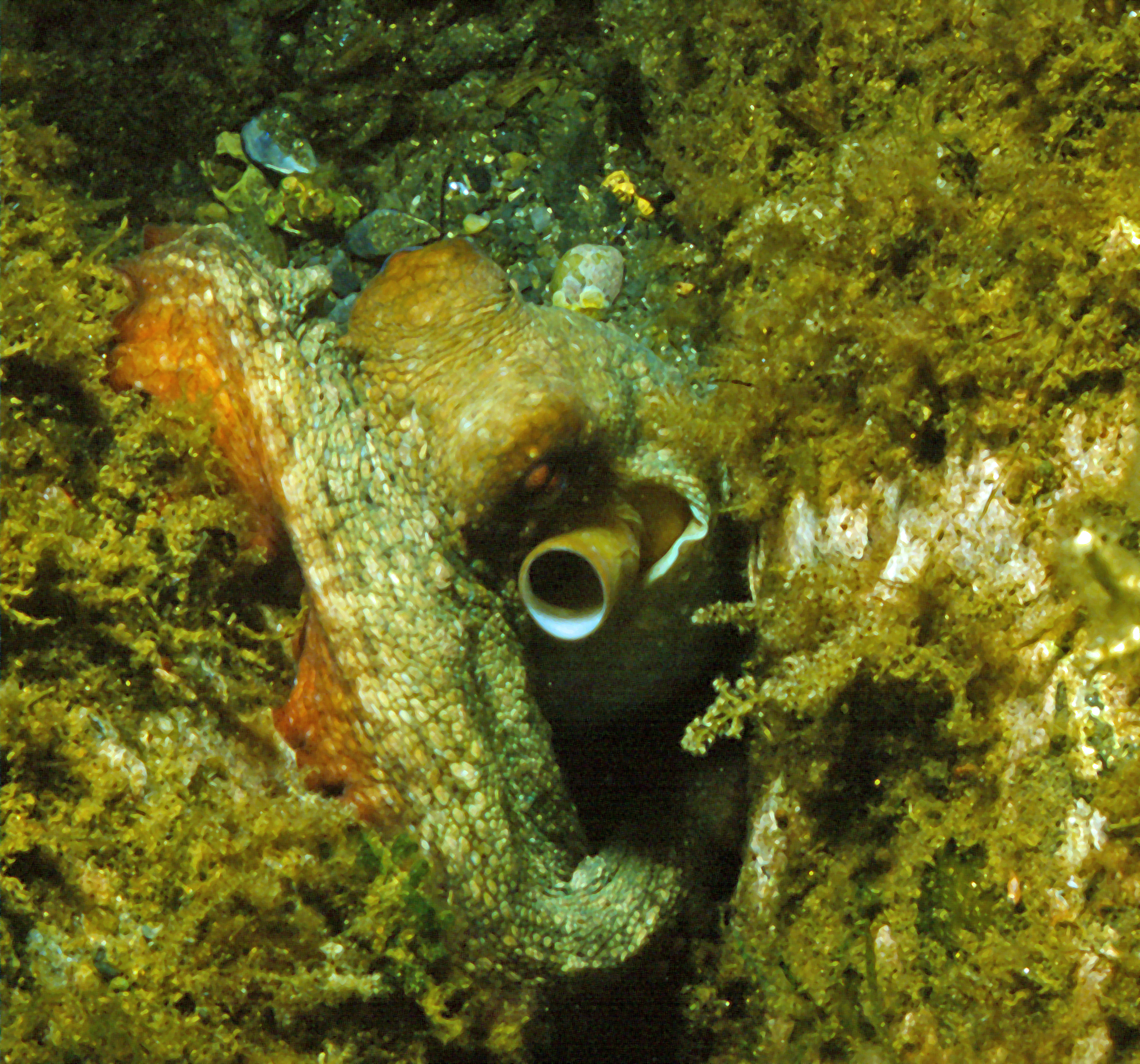
포식자를 피해 보호색을 띄고있는 문어

피식자는 포식자의 위협으로부터 생존하기위한 방향으로 진화해왔다. 포식자의 존재는 피식자에게 생존에 위협이되는 환경적 요인으로 자연선택을 유발하였다.
피식자가 포식자에 맞춰 진화한 예로는 포식자에게 잡아먹히지 않기 위해 보호색을 띄는 문어등의 생물을 들 수 있다.